# Дерай
Дерай (бенг. দিরাই, англ. Derai) — город на северо-востоке Бангладеш, административный центр одноимённого подокруга. Площадь города равна 20,5 км². По данным переписи 2001 года, в городе проживало 23 098 человек, из которых мужчины составляли 52,29 %, женщины — соответственно 47,71 %. Уровень грамотности взрослого населения составлял 39,4 % (при среднем по Бангладеш показателе 43,1 %). 